# Ланг, Генрих (музыкант)
Генрих Ланг (нем. Heinrich Lang; 17 февраля 1858, Лайхинген — 14 ноября 1919, Штутгарт) — немецкий органист и музыкальный педагог.
Сын мельника. Окончил учительскую семинарию в своём родном городе, музыке учился в Эслингене у Кристиана Финка, затем у Иммануэля Файста. В 1884—1897 гг. работал в Штутгарте школьным учителем.
С 1894 года органист Коллегиальной церкви в Штутгарте, с 1897 года преподавал орган в Штутгартской консерватории, с 1900 года профессор, с 1910 года заместитель директора. Среди его учеников Оскар Гариссен и Герман Келлер. Автор хоровых и органных произведений.
Имя Ланга носит улица (нем. Heinrich-Lang-Straße) в его родном городе.